# Galerie Valois
Cet article possède un paronyme, voir galerie de Valois, à proximité immédiate..
La galerie Valois est une ancienne galerie souterraine dans le 1er arrondissement de Paris.
Elle reliait l'actuelle station de métro Palais-Royal - Musée du Louvre (sur les lignes 1 et 7)
aux anciens Grands Magasins du Louvre.
Ouverte en 1916
,
elle a été la première galerie commerciale ouverte par la CMP, qui précède l'existence de la RATP.
Le long de la galerie se trouvent les vitrines Art nouveau de boutiques profondes d'1,6 m.
Depuis 2010, la RATP y tient parfois des expositions éphémères, et la galerie est alors accessible au public.
L'appel à projets « Réinventer Paris »
a examiné diverses propositions d'aménagement. 
Le projet lauréat, présenté par le cabinet Fontès Architecture, 
prévoit d'installer le long de la galerie des écrans multimédias et des « vitrines connectées et tactiles » propres à « la diffusion des cultures ».